# ピアノ協奏曲第2番 (フンメル)
ピアノ協奏曲第2番 イ短調 作品85は、ヨハン・ネポムク・フンメルが1816年に作曲したピアノ協奏曲。1821年にウィーンにおいて出版された。
これ以前のフンメルの協奏曲はモーツァルトのスタイルにほぼ忠実に沿うものであった。しかしそれらとは異なり、この協奏曲並びに「ピアノ協奏曲第3番」はロマン派音楽の原型ともいえる様式で書かれており、後にメンデルスゾーンやショパンなどの作曲家によってもたらされる形式的な発展を予感させるものとなっている。この曲はフンメル自身の名技性を誇示するように書かれている。

## 演奏時間
約27分

## 楽器編成
ピアノ独奏、フルート1、オーボエ2、クラリネット2、ファゴット2、ホルン2、トランペット2、ティンパニ、弦五部

## 楽曲構成
伝統的な3楽章制で書かれている。
- 第1楽章 アレグロ・モデラート （イ短調）
- 第2楽章 ラルゲット（ヘ長調）
- 第3楽章 ロンド  アレグロ・モデラート （イ短調）